# Antonio Doria

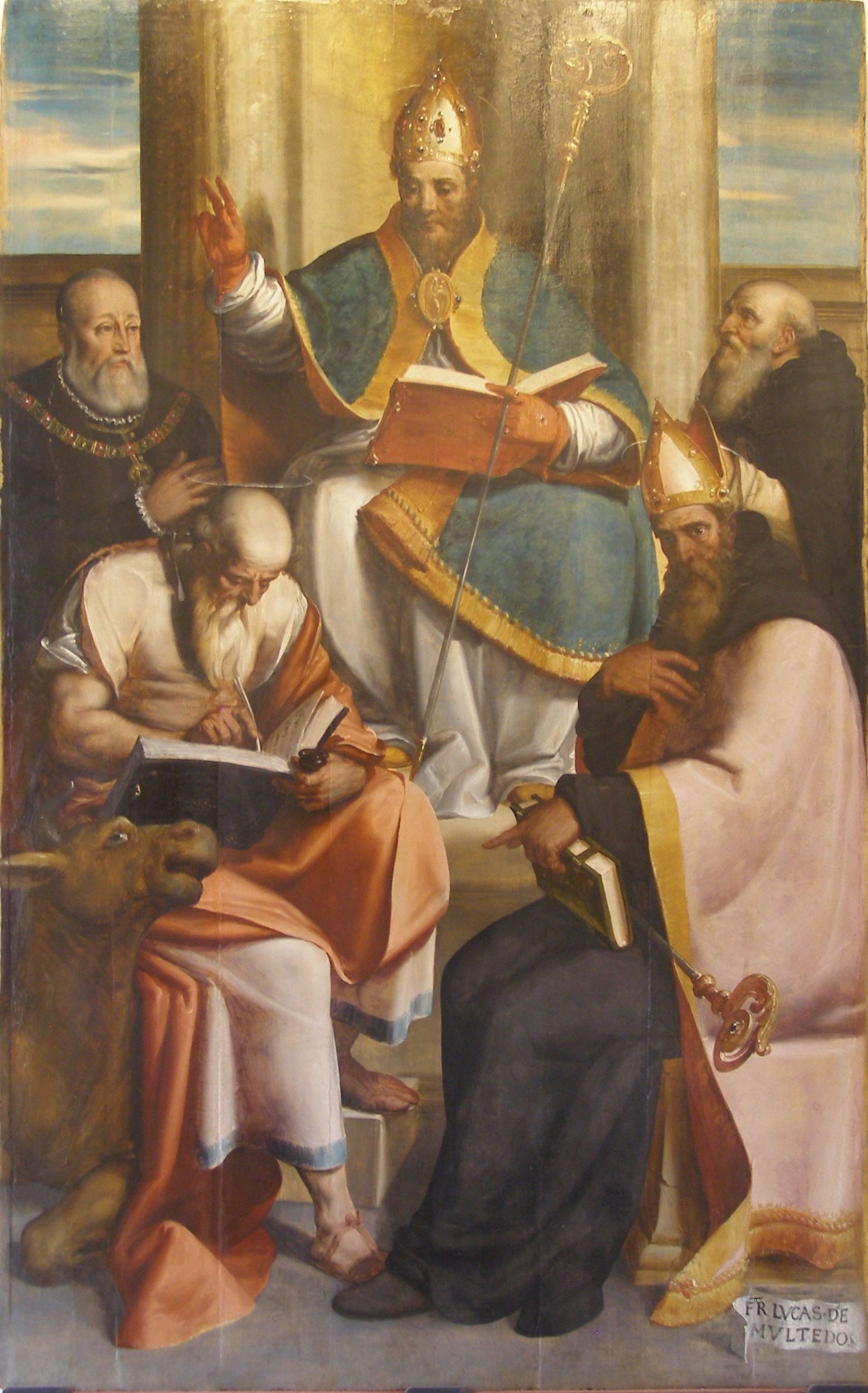
Pintura con Antonio Doria, esquina superior izquierda. Luca Cambiaso, Palacio Bianco.

Antonio Doria (1495-1577), marqués de Santo Stefano, fue un condotiero y político genovés. Lugarteniente de su primo Andrea Doria, gran almirante de Carlos I de España y V del Sacro Imperio Romano Germánico, le igualaría en veteranía y servicios, aunque no en prestigio. Construyó el gran Palacio Doria Spinola.

## Biografía
Nació en Génova en 1495, hijo de Battista e Isottina Doria. Posiblemente trabajó para España en su juvdntud al servicio de un comerciante de la familia Spínola, pero para 1526 ya era comandante de galeras para la flotilla de su primo Andrea. Mantuvo siempre una estrecha relación con él y lo siguió a los sucesivos servicios al Papa Clemente VII y al rey Francisco I de Francia durante la Guerra de la Liga de Cognac. Cuando Doria abandonó a los franceses para pasarse al bando hispanoimperial de Carlos V, Antonio inicialmente estuvo en desacuerdo y permaneció en la flota francesa, comandada por Antoine de La Rochefoucauld, pero tras unos años se reconcilió con Andrea y pasó a servicio español.
Bajo el mando de Andrea, Antonio consiguió importantes éxitos a lo largo de las guerras italianas, que brindaron gradualmente la hegemonía a la casa de Habsburgo sobre Europa. Comandó repetidamente un ala de galeras para su primo, contando éxitos como Corón, Túnez y Paxos, en las que derrotaron a la temible armada otomana. En 1547, tras la fallida conspiración de Gianluigi Fieschi contra los Doria, Antonio recibió el marquesado de Santo Stefano d'Aveto, requisado por orden de Andrea a la familia rival. También utilizó una bonificación monetaria concedida por Carlos V para comprar el feudo de Ginosa, en Apulia. En 1555 se le hizo caballero de la Orden del Toisón de Oro.
Uno de sus hijos, Cesare, participó en la batalla de Lepanto, en la que también participó su otro pariente Juan Andrea Doria, con el que parece no haber mantenido tan buenas relaciones. Antonio murió en enero de 1577 a la avanzada edad 82 años, un año después de ver morir a Cesare en las luchas políticas de Génova.